# Хорхе Сулоага
Хорхе Сулоага (1 май 1922 г. - 1 юни 2022 г. ), известен в сферата на изкуството като Ел Тополино, е колумбийски комик, актьор, репортер и сценарист, признат главно за участието си в програмата „Щастлива събота“ между 1976 и 1998 г.

## Биография
Хорхе Сулоага е роден в Богота през 1922 г. Започва кариерата си като репортер, като се присъединява към вестник El Espectador през 1952 г. в съдебната секция. През 1960-те и 1970-те работи в радиото като репортер и сценарист за медии като La voz de Bogotá, Todelar и Horizonte.
В средата на 1970-те е поканен от водещия Алфонсо Лисарасо да участва като състезател в неговата програма Happy Saturdays. Предвид добрия прием, който има представянето му, е включен в главния актьорски състав на шоуто, оставайки до края на 90-те години.
Като актьор участва във филмови и телевизионни продукции в страната си като „Жената от горещата земя“, „Милионерът на таксиметровия шофьор“, „Сто години изневяра“, „Стратегията на охлюва“ и „Ескобар: Моделът на злото“.

## Личен живот
Жени се за Тереса Гарсия през 1959 г., с която има четири деца. След пенсионирането си от медиите се посвещава на писане на книги за кариерата си и се присъединява към Асоциацията на бившите работници в Каракол. През 2015 г. печели дело срещу Caracol Televisión за нередности в трудовия му договор, когато е бил член на актьорския състав на Happy Saturdays.
Почива в град Богота на 1 юни 2022 г. на стогодишна възраст.